# Sven-Åke Nilsson
Sven-Åke Nilsson född 13 september 1951 i Malmö är en svensk före detta professionell tävlingscyklist. Under sin karriär tog han en etappseger och blev trea i Spanien runt 1982. Han är också en av få svenskar som har burit en ledartröja i Tour de France.

## Karriär
Tillsammans med det svenska landslaget blev Nilsson krönt amatörvärldsmästare i tempolopp under året 1974. Två år senare vann svensken Tour de l'Avenir.
Sven-Åke Nilsson var professionell mellan 1977 och 1984. Under året 1979 hade han mycket framgång i resultatlistorna och hann van Étoile des Espoirs, Korsika runt, slutade tvåa i Paris-Nice, tog tredje platsen i Critérium International och i Amstel Gold Race.
Nilsson slutade sjua i Tour de France 1980. Sven-Åke Nilsson bar den prickiga bergatröjan i Tour de France 1980, men vann den inte totalt. Nilsson var länge den enda svensken som burit en ledartröja i Tour de France, men fick sällskap i historieböckerna av Thomas Löfkvist 2008. Han slutade i topp 10 i det franska etapploppet åren 1980 och 1981.
Sven-Åke Nilsson tog en etappseger och blev trea i Spanien runt 1982.
Under sin karriär tog han också två etappsegrar i Paris-Nice.

## Meriter[2]
1972
Svensk mästare i landsvägslopp
1974
Världsmästare i lagtempo tillsammans med Tord Filipsson, Bernt Johansson och Lennart Fagerlund.
1976
Tour de l'Avenir
Vinnare totalt
Vinnare etapp 1
1978
Tour de France
2:a i ungdomstävlingen
11:a totalt
2:a i GP de Cannes
1979
Vinnare Korsika runt
Vinnare Étoile des Espoirs
Paris-Nice
Vinnare etapp 4
2:a totalt
3:a Amstel Gold Race
3:a totalt Critérium International
12:a totalt Tour de France
1980
Vinnare etapp 2 Critérium International
2:a La Flèche Wallonne
Tour de France
7:a totalt
4:a i bergspristävlingen
6:a totalt i Volta a Catalunya
1981
Vinnare totalt Katalanska veckan
Tour de France
8:a totalt
5:a i bergspristävlingen
1982
Vuelta a España
3:a totalt
Vinnare etapp 10
Vinnare etapp 2 Paris-Nice
Vinnare GP d'Isbergues
14:e totalt Tour de France
1983
2:a Giro della Romagna
1984
5:a totalt i Giro del Trentino

## Proffsstall
- 1977–1980 : Miko - Mercier
- 1981 : Splendor - Wickes
- 1982 : Wolber
- 1983 : Termolan - Galli
- 1984 : Santini - Conti